# أرناو كوماس
أرناو فريكساس (من مواليد 11 ابريل2000، بمدينة برشلونة في اسبانيا)، هو لاعب كرة قدم دولي اسباني، يلعب كمدافع مع ي الدوري الإسباني الممتاز ومنتخب إسبانيا.